# マノリータ・ピニャ・トレス
マノリータ・ピニャ・トレス・ガルシア、旧姓ルビー（Manolita Pina Torres-Garcia、1883年2月24日 - 1994年6月11日）は、ウルグアイのスーパーセンテナリアン。スペイン出身。ウルグアイの歴代最高齢者で、ウルグアイで唯一検証されたスーパーセンテナリアンでもある。
ウルグアイでは「ドニャ・マノリータ（DoñaManolita）」という名で知られている。彼女はホアキン・トレス・ガルシアの考える「切っても切れない仲間」であり、本人もホアキンの会議や展示会に同行し、芸術的な努力のすべてを支えていた。そのことから「ガルシアの影」とも言われることもある。そのほか、モンテビデオのトレス・ガルシア美術館の創設者でもあった。

## 人物
1883年2月24日、スペイン・バルセロナの裕福な家庭に生まれる。両親から古典的な教育を受けており、晩年までピアノを弾いていた。
1908年8月20日にバルセロナでホアキン・トレス・ガルシアと結婚。1911年に第一子を出産。ヨーロッパ、ニューヨークに旅行したのち1934年にモンテビデオに定住する。
ピニャのアートはホアキンのアートとともに、エミリオ・エレナによって収集された。エレナはピニャの絵を創造的で美しいと言及したが、ピニャ自身は結婚した後に絵を描くのをやめた。ピニャは、自身が夫よりも優れた画家になることや、夫の仕事を邪魔することを防ぐために絵を描くのをやめたと述べている。しかし、絵を描くのをやめたものの、絵に対する意見はいつでも歓迎されていると感じたという。
ホアキンが1913年に発行した著書 『ノート・オン・アート』には、彼女の作成した木版画の記録があったため、当時もまだ芸術活動を続けていた可能性がある。
ピニャは、政治は夫と議論することのある数少ないことの1つであったと言う。ピニャは芸術以外でも政治的な迫害に苦しんでいる芸術家を助けていたことでも知られていた。4人の孫のうちの2人は投獄されたのち亡命しており、ピニャの家は捜索されたこともあった。ピニャはまた、フレスコの絵の破壊などのバルセロナであった芸術に関する犯罪から、バルセロナに戻らないことを決意した。

## 夫の死去後
1951年、ピニャは刺繡によるタペストリーの制作に専念するグループ『MAOTIMA』をモンテビデオに設立した。名前の由来は設立時のメンバーの名前からである。

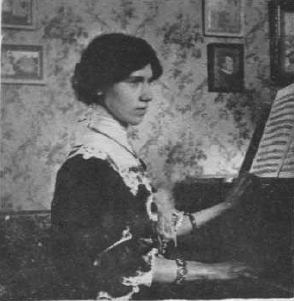
1907年11月24日、24歳のピニャ

また、ピニャは夫の作品のコレクターであり、生前は見られなかった作品の多くの宣伝を手伝った。また、彼の350以上の芸術作品の作品の残りを調べたこともあった。ピニャは、夫の死後、彼の遺産を保護する必要があると感じたため、美術館を設立することになった。ピニャは美術館支援のための財団を設立し、1953年7月29日に開館したが、博物館は政府が安定し、1986年に現在の形で開館するまでに、長期にわたる困難な歴史を経ていた。ピニャは、美術館の開館に向けた熱意と力強さにおいて評価された。財団の設立と美術館を開館することに加え、彼女は夫の人生を記録するためのアーカイブも設立した。ピニャはしばしば夫の肖像画の主題になることがあり、夫以外にもラファエル・バラダスなどの他人の絵画の主題になることもあった。
1993年に110歳の誕生日を迎え、スーパーセンテナリアンの仲間入りを果たす。
1994年6月11日、死去。111歳107日。
没後の2000年に文化センター財団から表彰された。